# The Sphere
The Sphere, oryginalna nazwa: Große Kugelkaryatide N.Y., także: Sphere for Plaza Fountain i Koenig Sphere – plenerowa rzeźba z brązu, znajdująca się w Liberty Park w Nowym Jorku. Została zaprojektowana i wykonana przez niemieckiego rzeźbiarza Fritza Koeniga w latach 1968–1971 jako część fontanny usytuowanej na środku placu między dwiema bliźniaczymi wieżami pierwszego kompleksu World Trade Center. Rzeźba stała tam do czasu przeprowadzenia zamachu na World Trade Center w dniu 11 września 2001 roku, który przetrwała jako jedyne dzieło sztuki na terenie World Trade Center, odnosząc przy tym poważne uszkodzenia od spadającego z walących się dwóch wież gruzu. Sześć miesięcy po zamachu, 11 marca 2002 roku została odsłonięta z widocznymi, nienaprawionymi uszkodzeniami w Battery Park jako pierwszy oficjalny pomnik ofiar zamachu. Jako że lokalizacja w Battery Park przez wiele środowisk społecznych była traktowana jako tymczasowa, przez lata tworzono różne spekulacje na temat rzekomej ostatecznej lokalizacji The Sphere. Jeden z przedstawicieli rodzin ofiar zamachu z 11 września 2001 roku wielokrotnie prosił urzędników odpowiedzialnych za miejsce pamięci zamachu o przeniesienie rzeźby na teren, na którym niegdyś stały bliźniacze wieże, jednak ci mu odmawiali. W styczniu 2011 roku w związku z planowanymi pracami budowlanymi w Battery Park właściciel rzeźby, międzystanowe przedsiębiorstwo portowe Port Authority of New York and New Jersey, dostał wezwanie do usunięcia rzeźby z parku do jesieni tego roku. Przedsiębiorstwo jako nową lokalizację The Sphere rozważało wówczas Liberty Park, którego założenie planowano po południowej stronie miejsca pamięci zamachu z 11 września. W czerwcu 2016 roku park został oddany do użytku, zaś w lipcu tego roku zarząd Port Authority of New York and New Jersey jednogłośnie przegłosował przeniesienie do niego rzeźby. W sierpniu i wrześniu 2017 roku The Sphere została ustawiona i odsłonięta w Liberty Park.

## Historia

### Geneza, wykonanie i ustawienie na placu między wieżami World Trade Center
Geneza The Sphere sięga przełomu lat 60. i 70. XX wieku. Wówczas niemiecki rzeźbiarz Fritz Koenig zaistniał jako artysta w Stanach Zjednoczonych, dzięki czemu w 1967 roku za pośrednictwem nowojorskiego właściciela galerii sztuki George’a Staempfliego otrzymał od odpowiedzialnego za projekt pierwszego kompleksu World Trade Center amerykańskiego architekta Minoru Yamasakiego zlecenie zaprojektowania fontanny dla placu usytuowanego między dwiema będącymi wówczas w budowie wieżami, stanowiącymi główną część kompleksu. Zgodnie z wywiadem, jakiego Koenig udzielił Dagmar Damek w 1974 roku, bardzo wcześnie po otrzymaniu zlecenia zdecydował się na podstawową koncepcję kuli dla rzeźby zdobiącej fontannę i nie widział dla niej alternatywy. Motyw kuli stał się integralną częścią twórczości Koeniga po 1965 roku, kiedy to doświadczenie z chorobą oczu zainspirowało go do eksperymentowania w swoich pracach z motywem pojedynczego ludzkiego oka, które zaczął integrować z większymi kompozycjami geometrycznymi – kompozycje te w połączeniu z formami figuralnymi i organicznymi zaczął z kolei rozwijać w swej działalności na początku lat 60. XX wieku, a wyrazem tego były tzw. Votives. Nie chcąc konkurować z gigantyczną architekturą Yamasakiego Koenig wybrał nisko wznoszący się i obracający się kulisty obiekt, aby stworzyć świadomy kontrapunkt dla pobliskich, mających postać prostopadłościanów wież. Ów obiekt wyobrażał sobie jako „kulę-kariatydę” (ang. Caryatid sphere, niem. Kugelkaryatide), ponieważ chciał zaakcentować ambiwalencję związaną z właściwościami nośnymi projektowanej rzeźby. W kilku późniejszych wywiadach Koenig wspominał zlecenie i swoją początkową reakcję na nie w sposób następujący:

Yamasaki ciągle prosił mnie o zwiększenie rozmiarów rzeźby, tak, aby uzupełniała jego projekt, ale chciałem zrobić coś kontrastowego. Zaprojektowałem więc The Sphere, która zdaniem niektórych osób przypominała głowę w hełmie. Śmiejąc się, powiedziałem do Yamasakiego: „Hełm tam jest, gdyż w razie upadku twoich wież nie chciałbym, żeby moja głowa została zmiażdżona przez nie”. Żartowałem oczywiście, ale kto wie, dlaczego to powiedziałem?

We wcześniejszej rozmowie z Dagmar Damek Koenig wspominał również, że znalazł się w sytuacji, w której Dawid spotyka Goliata:

Nie chcę twierdzić, że miałem jakiekolwiek szanse w walce z tym Goliatem. Jeśli w ogóle były tam szanse na przeżycie […] strach odegrał dużą rolę. Jak mogłem się tam umocnić, żebym nie został pochłonięty? Moje środki jako rzeźbiarza są naprawdę bardzo ograniczone w momencie wkraczania na taką arenę”.

Przytłaczające rozmiary przyszłych bliźniaczych wież (ang. Twin Towers) stanowiły ogromne wyzwanie dla Fritza Koeniga, który czuł, że jego estetyczne i formalne wybory dotyczące The Sphere częściowo zrodziły się z potrzeby przygotowania się do pojawienia się na „nowojorskiej arenie” oraz obrony rozmiarów Ganslberga (miejsca jego zamieszkania) przeciwko tym, które ma Manhattan. Prawdopodobnie naleganie Koeniga na obronę ludzkiej skali i rozmiaru – „rozmiaru Ganslberga” – zwróciło uwagę Yamasakiego na jego dokonania, jako że obrona humanizmu w architekturze była również jedną z głównych trosk filozofii architektonicznej Yamasakiego i której realizacja była poważnie zagrożona w latach 1964–1966, kiedy to pierwotny projekt placu otoczonego fosą i galeriami został porzucony na rzecz projektu ascetycznego, surowego placu, mającego podkreślać oddziaływanie bliźniaczych wież.
Prace związane z wykonaniem The Sphere rozpoczęły się na przełomie 1968 i 1969 roku przy udziale tyrolskiego rzeźbiarza Josefa Plankensteinera i wieloletniego pomocnika Koeniga, Hugona Jahna – jeszcze przed ich rozpoczęciem w bezpośrednim sąsiedztwie rezydencji Koeniga w Ganslbergu zbudowano przypominającą stodołę pracownię o rozmiarach zdolnych pomieścić gipsowy model planowanej rzeźby o gabarytach niepasujących do żadnej istniejącej przestrzeni. Jednocześnie w Instytucie Hydrologii i Zarządzania Dorzeczami Uniwersytetu Technicznego w Monachium, którego Koenig był wykładowcą od 1964 roku opracowywano zaawansowany technologicznie system rozprowadzania wody dla fontanny. Gdy gipsowy model rzeźby był gotowy, pocięto go na sześćdziesiąt siedem pojedynczych części i przetransportowano do odlewni Hansa Mayra w Monachium, gdzie zostały odlane z brązu metodą odlewania piaskowego. Po odlaniu wysłano je do pracowni Koeniga w Ganslbergu, w której zostały złożone w kompletną całość. Następnie rzeźbę rozebrano na sześć części w celu umożliwienia transportu ciężarówką do Bremy. Na miejscu rzeźba została ponownie złożona pod nadzorem Hansa Mayra, zapakowana w wielką drewnianą skrzynię i wysłana statkiem do Nowego Jorku, do którego dotarła w 1971 roku. Tam została częścią fontanny umiejscowionej na środku placu między wieżami World Trade Center. Bazę fontanny stanowiła wykonana z czarnego porfiru okrągła platforma o średnicy 25 m. Stojąca na jej środku, mająca 7,7 m wysokości, 5 m średnicy i ważąca 25 t rzeźba Koeniga w ciągu 15 minut wykonywała obrót wokół własnej osi, zaś z umieszczonych pod nią dysz wypływało 600 l wody na sekundę. Woda ta rozchodziła się falą po powierzchni platformy, po czym znikała w wykonanej z brązu kracie i wracała na środek fontanny. Rzeźba Koeniga, nazywana głównie The Sphere stanowiła symbol światowego pokoju. Fontanna z rzeźbą była popularnym miejscem spotkań nowojorczyków.

### Zamach na World Trade Center z 2001 roku i ustawienie w Battery Park
Rzeźba The Sphere ocalała z zamachu na World Trade Center z 11 września 2001 roku zakończonego zawaleniem się bliźniaczych wież jako jedyne z dzieł sztuki znajdujących się na terenie kompleksu World Trade Center. W trakcie zamachu została poważnie uszkodzona przez spadający gruz – doznała mocnych wgnieceń jednak jej struktura była nienaruszona. Ostatecznie rzeźbę wydobyto z gruzów i przewieziono do magazynu położonego niedaleko portu lotniczego Johna F. Kennedy’ego. Sześć miesięcy po zamachu, 11 marca 2002 roku została odsłonięta z widocznymi, nienaprawionymi uszkodzeniami w obecności m.in. ówczesnego burmistrza Nowego Jorku Michaela Bloomberga w Battery Park (obecnie nosi nazwę The Battery) jako pierwszy oficjalny pomnik ofiar z 11 września 2001 roku. Przed rzeźbą umieszczono także tablicę pamiątkową, zaś 11 września 2002 roku rozpalono przed nią wieczny płomień na cześć tych, którzy stracili życie w zamachu.

### Przeniesienie do Liberty Park
Lokalizacja The Sphere w Battery Park przez niektóre środowiska od początku była postrzegana jako tymczasowa, a jej rzekoma ostateczna lokalizacja stała się przedmiotem różnych spekulacji. Michael Burke, brat strażaka zabitego podczas zamachu z 11 września 2001 roku przez wiele lat prosił urzędników odpowiedzialnych za miejsce pamięci zamachu na World Trade Center o przeniesienie rzeźby na teren, na którym niegdyś stały bliźniacze wieże, jednak ci mu odpowiadali, że nie chcą „żadnych artefaktów z 11 września wprowadzających bałagan na 8-akrowy plac pamięci, na którym będzie czterysta drzew i wodospady na śladach po dwóch wieżach”. W styczniu 2011 roku w związku z planowanymi pracami budowlanymi w Battery Park właściciel rzeźby Koeniga, międzystanowe przedsiębiorstwo portowe Port Authority of New York and New Jersey, dostał wezwanie do usunięcia rzeźby z parku do jesieni tego roku. Przedsiębiorstwo jako nową lokalizację The Sphere rozważało wówczas przyszły Liberty Park, małą, trójkątną, zieloną przestrzeń, mającą się znaleźć na południe od miejsca pamięci zamachu z 11 września. Jako że oddanie parku do użytku planowano na nie wcześniej niż 2013 rok rzeźba na długi czas musiałaby trafić do magazynu. Pomysł ulokowania rzeźby w Liberty Park otrzymał pewne wsparcie wśród społeczności nowojorskiego śródmieścia, jednak nie spotkał się z przychylnością Michaela Burke’a. W lutym 2011 roku Burke opublikował w internecie petycję w sprawie popieranego przez wiele rodzin ofiar zamachu z 11 września przeniesienia The Sphere na teren po World Trade Center i tym samym uczynienia jej częścią miejsca pamięci zamachu. Zaledwie po tygodniu pod petycją widniało ponad osiemset podpisów.
Liberty Park został ostatecznie oddany do użytku w czerwcu 2016 roku, jednak sprawa ulokowania tam The Sphere nie była wówczas rozstrzygnięta. Podczas otwarcia parku Pat Foye, dyrektor wykonawczy Port Authority of New York and New Jersey ogłosił, że chciałby żeby rzeźba Koeniga została do niego przeniesiona. 21 lipca 2016 roku zarząd Port Authority of New York and New Jersey jednogłośnie przegłosował przeniesienie rzeźby do Liberty Park. W nocy z 16 na 17 sierpnia 2017 roku The Sphere została ustawiona na terenie Liberty Park. 6 września 2017 roku odbyło się jej odsłonięcie, z kolei 29 listopada tego roku zarząd Port Authority of New York and New Jersey zorganizował oficjalną ceremonię zainaugurowania rzeźby w nowej lokalizacji. Ustawienia i odsłonięcia The Sphere w miejscu niedaleko jej pierwotnego położenia nie dożył Fritz Koenig – zmarł 22 lutego 2017 roku w wieku 92 lat.

## Odbiór krytyczny i znaczenie po zamachu z 11 września 2001 roku

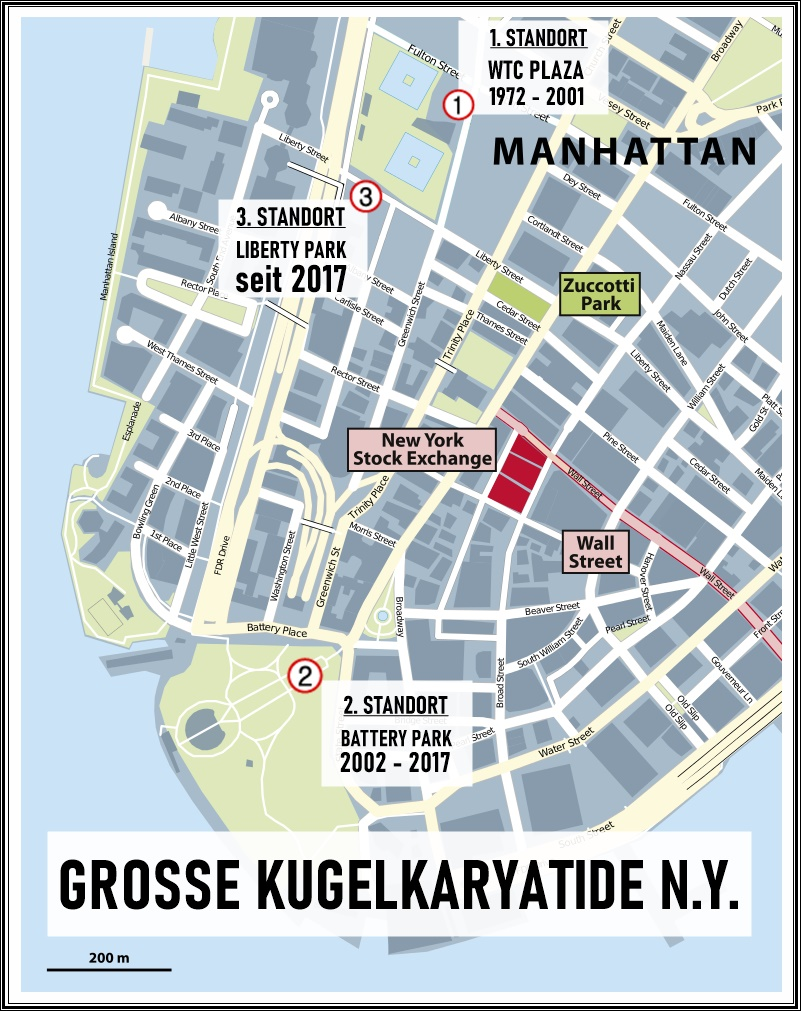
Mapa Dolnego Manhattanu z zaznaczonymi wszystkimi lokalizacjami The Sphere/Große Kugelkaryatide N.Y.

The Sphere/Große Kugelkaryatide N.Y. uważana jest za najbardziej znane dzieło Fritza Koeniga. Niemiecka historyczka sztuki Christa Lichtenstern w swoich publikacjach Deutsche Beiträge zu einer Weltsprache der Skulptur im 20. Jahrhundert. (2000) i Die Münchner Schule der Bildhauerei heute. Wilhelm Uhlig - Herbert Peters - Fritz Koenig. (2004) napisała na temat rzeźby następujące słowa:

Tutaj rzeźbiarz przywołał siłę ze swojego języka projektowania – kula, staw, oko – aby stworzyć samowystarczalny, plastyczny kosmos, który nie tylko stanowił przeciwwagę dla wież, ale także przeciwstawiał ich anonimowym, sześciennym formom wrzechstronnie bogate, indywidualne życie plastyczne.

Z kolei rodak i kolega po fachu Lichtenstern, Peter Anselm Riedl, w książce Fritz Koenig und das Thema der Vergänglichkeit z 2005 roku odniósł się do faktu, że obecne w strukturze The Sphere formy biomorficzne wręcz przenikają przez formę kulistą w przeciwieństwie do tworzonych wcześniej przez Koeniga „kolumn-kariatyd” (niem. Säulenkaryatiden):

Efekt zamierzonego napięcia między czystością sferyczną a odrzuceniem formy, które tej czystości się przeciwstawia. (...) W tym dualizmie form zawarta była (i w pewnym stopniu nadal jest) figura, którą jednoznacznie widać na wstępnych rysunkach: mianowicie czaszka.

Po zamachu na World Trade Center z 11 września 2001 roku dla wielu środowisk społecznych, m.in. dla rodzin ofiar zamachu, ocalała z tej tragedii rzeźba uchodziła za symbol przetrwania, siły i zdolności do radzenia sobie z różnymi trudnościami.

## Stosunek autora do rzeźby
Fritz Koenig nazywał The Sphere swoim „największym dzieckiem”, a jej przetrwanie po zamachu z 11 września 2001 roku uznawał za cud i podkreślał, że dzięki temu ze zwykłej rzeźby stała się pomnikiem. W opublikowanym w 2002 roku, poświęconym Koenigowi filmie dokumentalnym Fritz Koenigs Kugel – Der Bildhauer und der 11. September artysta wspomina powstanie rzeźby i wypowiada się na temat jej postaci po atakach na World Trade Center w następujących słowach: 

Teraz ma inną urodę, taką, jakiej nigdy nie mogłem sobie wyobrazić. Teraz ma własne życie – inne niż to, które jej dałem.

W 2002 roku Koenig wykonał pracę zatytułowaną Votiv N.Y., 11. September 2001 – prostokątną płaskorzeźbę nawiązującą do wydarzeń z 11 września 2001 roku, która w swej strukturze zawiera miniaturową wersję The Sphere. W dolnej części obecnej w Ganslbergu płaskorzeźby widoczny jest napis o następującej treści: Ein Terroranschlag legte am 11.September 2001 das World Trade Center N.Y. in Schutt und Asche. Nur die ›Große Kugelkaryatide‹ überlebte schwer verletzt ihre Gestalt bewahrend, das Inferno. (pol. „Atak terrorystyczny 11 września 2001 roku obrócił World Trade Center w Nowym Jorku w gruz i popiół. Tylko mocno uszkodzona Große Kugelkaryatide przetrwała to piekło, zachowując swój kształt.”).

## Wykorzystanie w kulturze
Niemiecki reżyser Percy Adlon nakręcił film dokumentalny Fritz Koenigs Kugel – Der Bildhauer und der 11. September (znany także pod anglojęzycznym tytułem Koenig’s Sphere) opowiadający o powstaniu The Sphere oraz o jej twórcy. Zobaczyć w nim można ponowne spotkanie Koeniga z jego uszkodzonym dziełem kilka tygodni po zamachu na World Trade Center. Zdjęcia do filmu powstały między październikiem 2001 a marcem 2002 roku w Nowym Jorku i Ganslbergu.
W 2021 roku z okazji przypadającej wówczas 50. rocznicy ustawienia The Sphere na placu między wieżami World Trade Center oraz 20. rocznicy zamachu z 11 września 2001 roku niemieckie stowarzyszenie Freundeskreis Fritz Koenig e.V. wydało w limitowanym nakładzie ilustrowaną książkę THE SPHERE – Vom Kunstwerk zum Mahnmal opisującą historię powstania rzeźby Fritza Koeniga.